# Neraysho Kasanwirjo
Neraysho Meritchio Kasanwirjo (Amsterdam, 18 februari 2002) is een Nederlands-Surinaams profvoetballer die als centrale verdediger voor Feyenoord speelt. Kasanwirjo wordt op dit moment uitgeleend aan Rangers FC

## Clubcarrière

### Ajax
Kasanwirjo begon met voetballen bij AVV Zeeburgia. Op zijn negende werd hij door Ajax gescout. Daar doorliep hij de gehele jeugdopleiding, waarbij hij in het seizoen 2019/20 met Ajax Onder 19 vijf wedstrijden voor de UEFA Youth League speelde.
Aan het begin van datzelfde seizoen maakte hij op 18 augustus 2019 zijn debuut in het betaald voetbal namens Jong Ajax. In het duel met N.E.C. verving hij na rust Dean Solomons. Door onder andere een knieblessure volgde zijn volgende optreden enkele maanden later op 21 februari 2020. Vanaf dat moment werd hij een vaste waarde bij de beloften van de club. Zowel als centrale verdediger als rechtervleugelverdediger.
In het seizoen 2020/21 zat Kasanwirjo in april 2021 enkele keren bij de wedstrijdselectie van het eerste elftal. Twee wedstrijden in de Eredivisie (tegen sc Heerenveen en RKC Waalwijk) en bij beide duels in de kwartfinale van de UEFA Europa League tegen AS Roma. Tot een debuut kwam het niet.

### FC Groningen
In mei 2021 tekende Kasanwirjo een driejarig contract bij FC Groningen, ingaande per aanvang van het seizoen 2021/22. Daar was hij direct een vaste waarde in het elftal. Kasanwirjo speelde het merendeel van zijn wedstrijden als centrale verdediger, maar was ook actief op de posities van rechtervleugelverdediger en verdedigende middenvelder.

### Feyenoord
In januari 2023 tekende Kasanwirjo een vierenhalf jarig contract bij Feyenoord. De club betaalde ongeveer anderhalf tot twee miljoen euro, exclusief eventuele bonussen, voor de verdediger. Door de Rotterdammers werd hij in het seizoen 2023/24 uitgeleend aan Rapid Wien, waarna in het seizoen 2024/25 een verhuurperiode bij Rangers volgde. Nadat de verderdediger een zware blessure opliep, keerde hij in december 2024 vervroegd terug naar Rotterdam.

## Clubstatistieken

### Beloften
| Seizoen                       | Club           | Competitie     | Competitie | Competitie | Overig | Overig | Totaal | Totaal |
| Seizoen                       | Club           | Competitie     | Wed.       | Dlp.       | Wed.   | Dlp.   | Wed.   | Dlp.   |
| ----------------------------- | -------------- | -------------- | ---------- | ---------- | ------ | ------ | ------ | ------ |
| 2019/20                       | Jong Ajax      | Eerste divisie | 4          | 0          | 0      | 0      | 4      | 0      |
| 2020/21                       | Jong Ajax      | Eerste divisie | 34         | 1          | 0      | 0      | 34     | 1      |
| Carrièretotaal                | Carrièretotaal | Carrièretotaal | 38         | 1          | 0      | 0      | 38     | 1      |
| Bijgewerkt op 23 januari 2023 |                |                |            |            |        |        |        |        |

### Senioren
| Seizoen                       | Club            | Competitie      | Competitie | Competitie | Beker | Beker | Internationaal | Internationaal | Overig | Overig | Totaal | Totaal |
| Seizoen                       | Club            | Competitie      | Wed.       | Dlp.       | Wed.  | Dlp.  | Wed.           | Dlp.           | Wed.   | Dlp.   | Wed.   | Dlp.   |
| ----------------------------- | --------------- | --------------- | ---------- | ---------- | ----- | ----- | -------------- | -------------- | ------ | ------ | ------ | ------ |
| 2020/21                       | Ajax            | Eredivisie      | 0          | 0          | 0     | 0     | 0              | 0              | 0      | 0      | 0      | 0      |
| Club totaal                   | Club totaal     | Club totaal     | 0          | 0          | 0     | 0     | 0              | 0              | 0      | 0      | 0      | 0      |
| 2021/22                       | FC Groningen    | Eredivisie      | 32         | 1          | 3     | 0     | –              | –              | 0      | 0      | 35     | 1      |
| 2022/23                       | FC Groningen    | Eredivisie      | 15         | 0          | 2     | 2     | –              | –              | 0      | 0      | 17     | 2      |
| Club totaal                   | Club totaal     | Club totaal     | 47         | 1          | 5     | 2     | –              | –              | 0      | 0      | 52     | 3      |
| 2022/23                       | Feyenoord       | Eredivisie      | 1          | 0          | 0     | 0     | 0              | 0              | 0      | 0      | 0      | 0      |
| Club totaal                   | Club totaal     | Club totaal     | 1          | 0          | 0     | 0     | 0              | 0              | 0      | 0      | 0      | 0      |
| Carrière totaal               | Carrière totaal | Carrière totaal | 48         | 1          | 5     | 2     | 0              | 0              | 0      | 0      | 52     | 3      |
| Bijgewerkt op 25 januari 2023 |                 |                 |            |            |       |       |                |                |        |        |        |        |

## Erelijst
| Competitie           | Aantal    | Jaren     |
| Feyenoord            | Feyenoord | Feyenoord |
| -------------------- | --------- | --------- |
| Eredivisie           | 1x        | 2022/23   |
| Johan Cruijff Schaal | 1x        | 2024      |

## Interlandcarrière
Met het Nederland onder 17 won Kasanwirjo het EK onder 17 2019.